# Phan Anh (luật sư)
Phan Anh (1 tháng 3 năm 1912 – 28 tháng 6 năm 1990) là một luật sư và chính trị gia người Việt Nam. Ông là Bộ trưởng Bộ Thanh niên của Đế quốc Việt Nam. Ông là Bộ trưởng Bộ Quốc phòng thứ 2 (sau Bộ trưởng đầu tiên là Chu Văn Tấn) của nước Việt Nam Dân chủ Cộng hoà và giữ nhiều chức vụ khác nhau trong chính phủ Việt Nam Dân chủ Cộng Hòa.

## Thiếu thời với nghiệp học
Ông sinh ngày 1 tháng 3 năm 1912 tại làng Tùng Ảnh, huyện Đức Thọ, tỉnh Hà Tĩnh. Cha của ông là nhà nho Phan Điện. Ông còn có một người em ruột là Phan Mỹ cũng là một luật sư (về sau là Bộ trưởng, Chủ nhiệm Văn phòng Phủ Thủ tướng).
Mồ côi mẹ từ năm 10 tuổi, ông cùng với người em theo cha lưu lạc khắp nơi. Tuy sống cực khổ, nhưng được sự giáo dục của cha, cả hai anh em ông đều học giỏi. Năm 1926, ông giành được suất học bổng nội trú của Trường Bưởi, Hà Nội.
Sau khi tốt nghiệp Tú tài, ông theo học ngành Luật tại Trường Đại học Đông Dương, Hà Nội. Trong thời gian theo học ở đây, ông tham gia hoạt động xã hội, là Chủ tịch Tổng hội Sinh viên vào Đảng Xã hội Pháp. Vừa học, ông vừa tham gia dạy học ở trường Gia Long và trường Thăng Long.
Năm 1937, ông tốt nghiệp Cử nhân Luật ở vị trí thứ 2. Năm 1938, ông sang Pháp để trình luận án Tiến sĩ Luật, nhưng Chiến tranh thế giới thứ hai bùng nổ nên ông không kịp bảo vệ luận án và phải về nước năm 1940, hành nghề luật sư tại văn phòng của luật sư Bùi Tường Chiểu.

## Hoạt động báo chí
Năm 1940, ông cùng Vũ Đình Hòe, Vũ Văn Hiền, thành lập báo Thanh Nghị (1941-1945) mong muốn đóng góp ý kiến của nhóm ông trước quốc dân. Ông là một trong 5 cây bút trụ cột của báo này, phụ trách nhiều chuyên mục của báo. Tuy là một luật sư nhưng nhờ biết chữ Hán, thông hiểu triết, văn, sử Trung Hoa (cả cổ học và tân học) nên các bài viết của ông rất có giá trị về cả phổ thông và chuyên môn.

## Sự nghiệp chính trị
Sau khi Nhật đảo chính Pháp tại Đông Dương ngày 9 tháng 3 năm 1945, Bảo Đại mời ông và một số trí thức trẻ vào Huế tham khảo ý kiến về việc Nhật trao trả độc lập cho Việt Nam và để thành lập nội các mới. Sau đó ông được mời giữ chức Bộ trưởng Bộ thanh niên trong chính phủ Trần Trọng Kim. Thời gian này, ông có sáng kiến thành lập đoàn Thanh niên Tiền tuyến (còn gọi là Thanh niên Phan Anh, Thanh niên Xã hội).
Trong cuộc mít-tinh lớn do Tổng hội sinh viên và Đoàn hướng đạo tổ chức tại Quảng trường Nhà hát thành phố Hà Nội, vào đầu tháng 6-1945, Bộ trưởng Thanh niên Phan Anh đặt tay lên ngực, và kết thúc bài diễn thuyết của mình:
"Các bạn hãy hiểu cho lòng người bạn cùng lứa tuổi. Tôi tuyên truyền cho "Thanh niên Tiền tuyến", các bạn hoan hô. Tôi rất cảm động. Nhưng các bạn biết không? Có một số anh em không hiểu tôi, và tôi bị mắc tiếng oan! Đó là một hy sinh. Một hy sinh khá đau đớn, vì là hy sinh danh dự… Âu cũng là vì quyền lợi tối cao của Tổ quốc"
Cùng thời điểm, ông là thành viên của Hội đồng soạn thảo Hiến pháp kiêm thuyết trình viên (theo Dụ số 6 ngày 30 tháng 6 năm 1945) để soạn thảo một Hiến pháp cho nước Việt Nam mới (Đế quốc Việt Nam).
Cách mạng tháng Tám bùng nổ, ông từ chức cùng với nội các Trần Trọng Kim về sống tại Hà Nội.
Trả lời của Phan Anh tại cuộc phỏng vấn của nhà sử học Na Uy Stein Tonnesson năm 1989:
"… Chúng tôi không muốn bị cả người Pháp lẫn người Nhật đánh lừa mình… Chúng tôi nghĩ rằng nhiệm vụ cấp bách là phải đuổi bọn Pháp ra khỏi bộ máy hành chính. Chúng tôi huy động sinh viên, công chức làm việc đó, đòi Nhật làm việc đó.
Khẩu hiệu thứ hai của chúng tôi là tạm thời ngồi làm việc với người Nhật, nhưng không phải là "đồng tác giả", không phải là "kẻ hợp tác" với họ; phải giữ thế trung lập".
"… Lấy tư cách là thành viên của chính phủ Trần Trọng Kim, tôi nói với ông rằng chúng tôi tuyệt đối không có ảo vọng gì về người Nhật. Tình thế đã dứt khoát rồi. Phải là kẻ điên mới đi hợp tác với Nhật. Có những người điên, nhưng chúng tôi là trí thức, chúng tôi tham gia chính phủ là để phụng sự… Chính vì muốn giữ thế trung lập mà chúng tôi đã quyết định không có bộ Quốc phòng. Người Nhật muốn có bộ ấy để lôi kéo chúng tôi đi với họ. Thay bộ ấy chúng tôi lập Bộ Thanh niên. Phong trào Việt Minh đã nổi tiếng và gây được hiệu quả là vì được thanh niên ủng hộ. Chúng tôi vận động một phong trào thanh niên là nhằm mục đích quốc gia và mục đích xã hội. Phong trào thanh niên của chúng tôi không hề xung đột gì với Việt Minh. Cùng theo đuổi một mục tiêu như nhau mà!"…
Sau khi Quốc hội khóa I được bầu cử ngày 6 tháng 1 năm 1946 và thành lập Chính phủ Liên hiệp Quốc gia, ông được kế nhiệm chức Bộ trưởng Bộ Quốc phòng. vào ngày 3-11-1946 từ Bộ trưởng Bộ Quốc phòng đầu tiên là Chu Văn Tấn.
Đến tháng 7 năm 1946, ông được Chính phủ giao chức Tổng thư ký phái đoàn Chính phủ Việt Nam (Trưởng đoàn là Phạm Văn Đồng) đi dự hội nghị Fontainebleau đàm phán với chính phủ Pháp.
Sau ngày Toàn quốc kháng chiến, 19 tháng 12 năm 1946, ông tham gia kháng chiến chống Pháp suốt 9 năm (1946-1954).
Năm 1947, ông giữ chức Bộ trưởng Bộ Kinh tế, thành viên Hội đồng Quốc phòng Tối cao (năm 1949).
Tháng 7 năm 1954, ông là phái viên phái đoàn Việt Nam tham dự hội nghị Genève.
Sau năm 1954, ông liên tục giữ các chức vụ Bộ trưởng Bộ Công thương (từ tháng 5 năm 1951 đổi tên Bộ Kinh tế là Bộ Công thương), Bộ trưởng Bộ Thương nghiệp (từ tháng 9 năm 1955 đến tháng 4 năm 1958), Bộ trưởng Bộ Ngoại thương (từ tháng 4 năm 1958 đến năm 1976) trong Chính phủ Việt Nam, Phó Chủ tịch Quốc hội Việt Nam khóa VII (1981-1987).
Ông là người cùng với Luật sư Nguyễn Mạnh Tường sáng lập hội Luật gia Việt Nam làm chủ tịch hội và thường vụ hội Luật gia quốc tế; Chủ tịch Hội đồng Hòa bình Thế giới của Việt Nam và Phó Chủ tịch Hội đồng Hòa bình Thế giới. Từ năm 1988, ông còn là phó Chủ tịch Đoàn chủ tịch Uỷ ban Trung ương Mặt trận Tổ quốc Việt Nam
Ông mất năm 1990 tại Hà Nội và an táng tại Nghĩa trang Mai Dịch. Tên của ông được đặt tên tại nhiều con đường trên cả nước. UBND Thành phố Hồ Chí Minh đặt cho một con đường tại phường Bình Trị Đông, quận Bình Tân. UBND Tỉnh Nam Định đặt tên tại khu vực phía Bắc T.p Nam Định. Đà Nẵng, Huế, Quảng Nam, Hà Tĩnh... cũng đều có tên đường mang tên ông. 

## Gia đình
Luật sư Phan Anh có 2 đời vợ. Vợ đầu của ông là bà Đỗ Thị Thao, Tiến sĩ Dược khoa, Dược sĩ hạng nhất ở Paris (Pháp). Bà sinh cho ông ba con trai là Phan Trúc Long, Phan Trí Vân và Phan Tân Hội. Bà Thao mất năm 1952. Ông Phan Trúc Long là một nhà vật lý lý thuyết và là con rể của Đại tướng Võ Nguyên Giáp.
Vợ sau của ông là bà Đỗ Thị Hồng Chỉnh (gọi bà Đỗ Thị Thao là cô ruột), Cử nhân Sư phạm. Bà cũng sinh cho ông ba con trai, đặt tên là Phan Tú Tùng, Phan Triều Dương, Phan Thiên Thạch.